# 北海道道226号舞鶴追分線
北海道道226号舞鶴追分線（ほっかいどうどう226ごう まいづるおいわけせん）は、北海道夕張郡長沼町と勇払郡安平町を結ぶ一般道道（北海道道）である。

## 概要

### 路線データ
- 起点：北海道夕張郡長沼町東2線南（北海道道45号恵庭栗山線交点）
- 終点：北海道勇払郡安平町追分弥生（国道234号交点）
- 路線延長：20.9km（総延長）

### 道路管理者
- 空知総合振興局 札幌建設管理部 長沼出張所
- 空知総合振興局 札幌建設管理部 千歳出張所
- 胆振総合振興局 室蘭建設管理部 苫小牧出張所

## 歴史
- 1957年（昭和32年）3月30日 117号として路線認定[1]。
- 1994年（平成6年）10月1日 路線番号を226号に変更[2]。

## 路線状況

### 重複区間
- 千歳市泉郷（国道337号）

## 地理

### 通過する自治体
- 空知総合振興局
  - 夕張郡長沼町
- 石狩振興局
  - 千歳市
- 胆振総合振興局
  - 勇払郡安平町

### 交差する道路
長沼町
- 北海道道45号恵庭栗山線 - 東2線南（起点）
- 北海道道967号馬追原野北信濃線 - 東6線南

千歳市
- 国道337号 - 泉郷（重複）

安平町
- 北海道道462号川端追分線 - 追分緑が丘
- 北海道道290号追分停車場線 - 追分本町3丁目
- 国道234号 - 追分弥生（終点）

### 沿線にある施設など
長沼町
- 舞鶴スポーツ公園 - 東3線南12
- 舞鶴簡易郵便局 - 東4線南12
- 長沼町立長沼舞鶴小学校 - 東5線南12

安平町
- 安平町多目的スポーツセンター - 追分中央1-49
- とまこまい広域農業協同組合（JAとまこまい広域）追分支所 - 追分本町1丁目53
- 北海道銀行追分支店 - 追分本町4丁目19−1
- 追分郵便局 - 追分本町4丁目36
- 追分保育園 - 追分本町6丁目24
- セイコーマート追分本町店 - 追分本町6丁目7-1